# جيمس د. ميلفيل جونيور
جيمس د. ميلفيل جونيور (بالإنجليزية: James D. Melville Jr.)‏ هو دبلوماسي ومحامي وقانوني أمريكي، ولد في 1957 في برادلي بيتش في الولايات المتحدة.